# Eiriçon
Eiriçon (en francès Hérisson) és un municipi francès, situat al departament de l'Alier i a la regió d'Alvèrnia-Roine-Alps. L'any 2007 tenia 680 habitants.

## Demografia

### Població
El 2007 la població de fet de Hérisson era de 680 persones. Hi havia 300 famílies de les quals 136 eren unipersonals (44 homes vivint sols i 92 dones vivint soles), 104 parelles sense fills, 48 parelles amb fills i 12 famílies monoparentals amb fills.
La població ha evolucionat segons el següent gràfic:
Habitants censats

### Habitatges
El 2007 hi havia 473 habitatges, 307 eren l'habitatge principal de la família, 96 eren segones residències i 71 estaven desocupats. 424 eren cases i 47 eren apartaments. Dels 307 habitatges principals, 216 estaven ocupats pels seus propietaris, 77 estaven llogats i ocupats pels llogaters i 13 estaven cedits a títol gratuït; 8 tenien una cambra, 30 en tenien dues, 75 en tenien tres, 87 en tenien quatre i 106 en tenien cinc o més. 200 habitatges disposaven pel capbaix d'una plaça de pàrquing. A 146 habitatges hi havia un automòbil i a 98 n'hi havia dos o més.

### Piràmide de població
La piràmide de població per edats i sexe el 2009 era:
| Homes | Edats   | Dones |
| ----- | ------- | ----- |
| 0     | 95 o +  | 12    |
| 12    | 90 a 94 | 28    |
| 8     | 85 a 89 | 24    |
| 12    | 80 a 84 | 20    |
| 32    | 75 a 79 | 44    |
| 20    | 70 a 74 | 40    |
| 28    | 65 a 69 | 12    |
| 20    | 60 a 64 | 4     |
| 16    | 55 a 59 | 24    |
| 16    | 50 a 54 | 24    |
| 24    | 45 a 49 | 24    |
| 28    | 40 a 44 | 12    |
| 16    | 35 a 39 | 20    |
| 16    | 30 a 34 | 24    |
| 8     | 25 a 29 | 12    |
| 12    | 20 a 24 | 24    |
| 28    | 15 a 19 | 8     |
| 16    | 10 a 14 | 12    |
| 16    | 5 a 9   | 8     |
| 20    | 0 a 4   | 12    |

## Economia
El 2007 la població en edat de treballar era de 348 persones, 246 eren actives i 102 eren inactives. De les 246 persones actives 211 estaven ocupades (111 homes i 100 dones) i 35 estaven aturades (15 homes i 20 dones). De les 102 persones inactives 56 estaven jubilades, 17 estaven estudiant i 29 estaven classificades com a «altres inactius».

### Ingressos
El 2009 a Hérisson hi havia 292 unitats fiscals que integraven 577,5 persones, la mediana anual d'ingressos fiscals per persona era de 17.061 €.

### Activitats econòmiques
Dels 42 establiments que hi havia el 2007, 2 eren d'empreses alimentàries, 5 d'empreses de construcció, 6 d'empreses de comerç i reparació d'automòbils, 6 d'empreses de transport, 4 d'empreses d'hostatgeria i restauració, 2 d'empreses financeres, 8 d'empreses de serveis, 6 d'entitats de l'administració pública i 3 d'empreses classificades com a «altres activitats de serveis».
Dels 14 establiments de servei als particulars que hi havia el 2009, 1 era una oficina d'administració d'Hisenda pública, 1 oficina de correu, 1 una oficina bancària, 2 funeràries, 2 paletes, 1 guixaire pintor, 2 electricistes, 1 perruqueria, 1 veterinari i 2 restaurants.
Dels 2 establiments comercials que hi havia el 2009, 1 era una botiga de menys de 120 m² i 1 una fleca.
L'any 2000 a Hérisson hi havia 24 explotacions agrícoles que ocupaven un total de 1.908 hectàrees.

## Equipaments sanitaris i escolars
L'únic equipament sanitari que hi havia el 2009 era una farmàcia.
El 2009 hi havia una escola elemental integrada dins d'un grup escolar amb les comunes properes formant una escola dispersa.

## Poblacions més properes
El següent diagrama mostra les poblacions més properes.